# Championnat de Lettonie de football 2018
Navigation
2017 2019
| \| FK Ventspils Rīgas FS FK Jelgava FK Liepāja Spartaks Jūrmala FK Valmiera Metta/LU Riga Riga FC \| Localisation des clubs engagés dans le championnat. |
| FK Ventspils Rīgas FS FK Jelgava FK Liepāja Spartaks Jūrmala FK Valmiera Metta/LU Riga Riga FC                                                           |

La saison 2018 du championnat de Lettonie de football est la 28e édition de la première division lettone. La Virslīga, nom officiel, LMT Virslīga (Latvijas Mobilais Telefons Virslīga)  regroupe les huit meilleurs clubs lettons au sein d'une poule unique qui s'affrontent quatre fois durant la saison, deux fois à domicile et deux fois à l’extérieur. À l'issue de la saison, le dernier du classement est relégué et l'avant-dernier doit disputer un barrage de promotion-relégation face au 2e de D2.
Le Riga FC remporte le premier championnat de son histoire à l'issue de cette saison.

## Participants
| Equipe              | Ville     | Stade                      | Capacité |
| ------------------- | --------- | -------------------------- | -------- |
| Riga FC             | Riga      | Skonto Stadion             | 9 500    |
| FK Liepāja          | Liepāja   | Stade Daugava              | 5 100    |
| FK Jelgava          | Jelgava   | Zemgale Olympic Center     | 1 560    |
| FK Ventspils        | Ventspils | Olimpiskais-Stadion        | 3 200    |
| FK Spartaks Jurmala | Jurmala   | Stade Slokas               | 2 800    |
| FK Valmiera         | Valmiera  | Stade J.Dalina             | 2 000    |
| FS Metta/LU Riga    | Riga      | Hanzas vidusskolas laukums | 2 000    |
| FK RFS              | Riga      | NSB Arkādija               | 500      |

Lors de la saison précédente, le SK Babite a été exclu du championnat pour une affaire de match truqué, le club a été remplacé par le champion de la division inférieure, le FK Valmiera.
Le FS Metta/LU Riga gagna les barrages contre AFA Olaine, ce qui permit au club de rester dans la Virsliga

## Compétition
Le classement est calculé avec le barème de points suivant : une victoire vaut trois points, le match nul un. La défaite ne rapporte aucun point.
Critères de départage :
1. plus grand nombre de points ;
2. plus grande différence de buts générale ;
3. plus grand nombre de buts marqués ;
4. plus grande différence de buts particulière

### Classement
| Rang | Équipe             | Pts | J  | G  | N | P  | Bp | Bc | Diff |
| ---- | ------------------ | --- | -- | -- | - | -- | -- | -- | ---- |
| 1    | Riga FC C          | 64  | 28 | 20 | 4 | 4  | 45 | 16 | +29  |
| 2    | FK Ventspils       | 60  | 28 | 18 | 6 | 4  | 54 | 22 | +32  |
| 3    | FK RFS             | 55  | 28 | 18 | 1 | 9  | 57 | 23 | +34  |
| 4    | FK Liepāja         | 51  | 28 | 15 | 6 | 7  | 46 | 25 | +21  |
| 5    | Spartaks Jurmala T | 42  | 28 | 12 | 6 | 10 | 48 | 37 | +11  |
| 6    | FK Jelgava         | 21  | 28 | 6  | 3 | 19 | 19 | 48 | -29  |
| 7    | FS Metta/LU Riga   | 19  | 28 | 5  | 4 | 19 | 24 | 52 | -28  |
| 8    | FK Valmiera P      | 8   | 28 | 2  | 2 | 24 | 22 | 92 | -70  |

|  | Qualification pour le 1er tour de qualification de la Ligue des champions 2019-2020     |
|  | Qualification pour le 1er tour de qualification de la Ligue Europa 2019-2020            |
|  | Participation au barrage de promotion-relégation                                        |
|  | Relégation en deuxième division en fin de saison                                        |
|  | T : Tenant du titre C : Vainqueur de la Coupe de Lettonie 2018 P : Promu de 2e division |

### Barrage de promotion-relégation
À la fin de la saison, l'avant-dernier de Virslīga affronte le second de 1. līga pour tenter de se maintenir. Le FS Metta/LU Riga se maintient dans l'élite en battant le SK Super Nova sur le score cumulé de 10 à 2.
| Équipe 1         | Résultat | Équipe 2      | Aller | Retour |
| ---------------- | -------- | ------------- | ----- | ------ |
| FS Metta/LU Riga | 10 - 2   | SK Super Nova | 7-2   | 3-0    |

## Bilan de la saison
| Championnat de Lettonie de football 2018 |                     |
| Champion                                 | Riga FC (1er titre) |
| Coupes et trophées                       |                     |
| Vainqueur de la Coupe de Lettonie 2018   | Riga FC             |
| Qualifications continentales             |                     |
| Ligue des Champions 2019-2020            | Riga FC             |
| Ligue Europa 2019-2020                   | FK Ventspils        |
| Ligue Europa 2019-2020                   | FK RFS              |
| Ligue Europa 2019-2020                   | FK Liepāja          |
| Promotions et relégations                |                     |
| Promus en Virslīga                       | BFC Daugavpils      |
| Relégués en 1. līga                      | FK Valmiera         |